# Auishiri
Auishiri (Awishira, Auichiri, Auiširi, Abishira, Tekiraka), pleme američkih Indijanaca, jezično izolirani, nastanjeni kod Puerto Elvire na rijeci Napo i jezero Vacacocha u Peruu. Auishiri se često brkaju (poistovjećuju) s potpuno stranim plemenom Aushiri ili Auxira s desne obale Napoa, inače srodnih Zaparoan plemenu Arabela (Steward & Métraux 1948, Villarejo 1959),  Huaoranima ili Auca Indijancima iz Ekvadora, porodica Sabelan. Tessmann (1930), Loukotka (1968) i Villarejo (1959) govore o pravim Auiširima.  Lingvistički, SIL razlikuje sve ove tri grupe domorodaca. Auishiri su jezično nesrodni svima, a njihov jezik koji je 1925. imao vjerojatno preko 70 govornika, prema M. R. Wiseu (1975.) već je nestao.
Pleme Auishiri nastanjivalo je u XVI stoljeću područje peruanskog departmana Loreto (provincija Maynas),  duž rijeka Napo i Curaray, u susjedstvu Oa Indijanaca. Prvi puta ih spominju isusovci pod imenima Abijira ili Avishira. Godine 1930. Tessmann nalazi 30 ili 40 Ausishirija u blizini rijeke Tiputini. Auishiri su nestali jezičnim pretapanjem u susjedne Quechue, slično kao što se to dogodilo s plemenom Záparo.

## Vanjske poveznice
- The Tequiraca Language